# Maria Romero Meneses

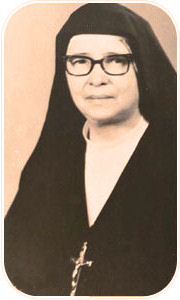
Maria Romero Meneses

Maria Romero Meneses (* 13. Januar 1902 in Granada (Nicaragua); † 7. Juli 1977 in Las Peñitas (Nicaragua)) war eine nicaraguanische Don-Bosco-Schwester, die in Costa Rica für sozial benachteiligte Mädchen wirkte. Sie ist eine Selige der römisch-katholischen Kirche.

## Leben
Maria Romero Meneses war eines von 13 Kindern einer Familie der nicaraguanischen Oberklasse. Ihr Vater war Finanzminister in der republikanischen Regierung von José Santos Zelaya. Sie auf eine Schule der Don-Bosco-Schwestern. Im Alter von zwölf Jahren wurde sie 1914 von einem schweren rheumatischen Fieber befallen. Ihre Heilung führte sie auf ihr Gebet zu Maria, Hilfe der Christen zurück, zu der sie seither noch stärkeres Vertrauen fasste. Sie entschloss sich am 8. Dezember 1915, selbst Don-Bosco-Schwester zu werden, konnte aber erst 1920 mit 18 Jahren eintreten. Am 6. Januar 1929 legte sie die ewigen Gelübde ab.
1931 wurde sie nach San José in Costa Rica versetzt, seit 1933 arbeitete sie dort an einer Schule als Musik- und Kunstlehrerin und entwickelte ein großes soziales Engagement für benachteiligte Mädchen der Stadt. Auf ihre Initiative gehen mehrere soziale Einrichtungen zurück, darunter ein Gesundheitszentrum, und der Bau kleiner Siedlungen für obdachlose Familien (span.: Ciudadelas de María Auxiliadora). Aus ihrer tiefen Marienverehrung heraus ließ sie im Zentrum von San José eine Kirche für Maria, Hilfe der Christen (span.: María Auxiliadora) erbauen. Aus ihren mystischen Erfahrungen heraus verfasste sie ihre Escritos Espirituales (Geistliche Schriften), die mehrbändig veröffentlicht wurden.
Im Alter von 75 Jahren vertraute Maria Romero ihrer Oberin an, dass sie erschöpft sei. Daraufhin wurde sie – als Alterssitz – nach Leon in Nicaragua versetzt. Fünf Tage nach der Rückkehr in ihr Geburtsland starb sie an einem Herzinfarkt.

## Verehrung, Seligsprechung und weitere Ehrungen
Die sterblichen Überreste von Maria Romero Meneses wurden an ihre Wirkungsstätte in San José in Costa Rica überführt, wo zahlreiche Pilger ihr Grab besuchen.
Am 14. April 2002 wurde sie durch Papst Johannes Paul II. seliggesprochen. Ihr Gedenktag wurde auf den 7. Juli gelegt.
1989 ernannte das Parlament von Costa Rica Maria Romero Meneses postum zur Ehrenbürgerin Costa Ricas (span: Ciudadana de Honor).

## Belege
1. ↑  Claudia Kock: Die selige Maria Romero Meneses FMA. In: Die Tagespost, 1. Juli 2021, S. 15.
2. ↑  Nidia Varela Aguilar: La obra social realizada por sor María Romero Meneses FMA en San José de Costa Rica durante los años 1933–1977. In: Ricerche storiche salesiane, ISSN 0393-3830, Jg. 19 (2000), S. 279–318.
3. ↑  Luis Pachecho: Biografía de la Beata Sor María Romero. Talleres de Artes Gráficas, San José 2004, S. 105.
4. ↑  Luis Pachecho: Biografía de la Beata Sor María Romero. Talleres de Artes Gráficas, San José 2004, S. 111.

| Personendaten    | Personendaten                               |
| ---------------- | ------------------------------------------- |
| NAME             | Meneses, Maria Romero                       |
| KURZBESCHREIBUNG | nicaraguanische Don-Bosco-Schwester, Selige |
| GEBURTSDATUM     | 13. Januar 1902                             |
| GEBURTSORT       | Granada (Nicaragua)                         |
| STERBEDATUM      | 7. Juli 1977                                |
| STERBEORT        | Las Peñitas                                 |